# Parque natural nacional de Synevir
El parque natural nacional de Synevir (en ucraniano: Національний парк «Синевир») es uno de los parques nacionales de Ucrania, ubicado en el óblast de Zakarpatia, en el suroeste del país. Fue establecido en 1974 y cubre un área de 40 400 hectáreas (99 830,5 acres). La administración del parque tiene su sede en la localidad de Just.

## Topografía
Cerca del pueblo de Synevyrska Poljana, a una altitud de 989 metros sobre el nivel del mar, se encuentra el lago Synevyr del mismo nombre. Este lago tiene una profundidad máxima de 22 m y es un destino muy popular para los turistas de Ucrania debido a su belleza. El Parque Nacional Synevyr se estableció en 1989, pero el propio lago Synevyr ha sido protegido como zakáznik desde 1974. La longitud del Parque Nacional Synevyr de norte a sur es de unos 30 kilómetros y de oeste a este unos 20 kilómetros. El punto más alto del parque nacional es el pico de la montaña Strymba (1.719 m). En invierno, el área está cubierta por una capa de nieve de 50 cm de espesor durante tres o cuatro meses.

## Flora y fauna

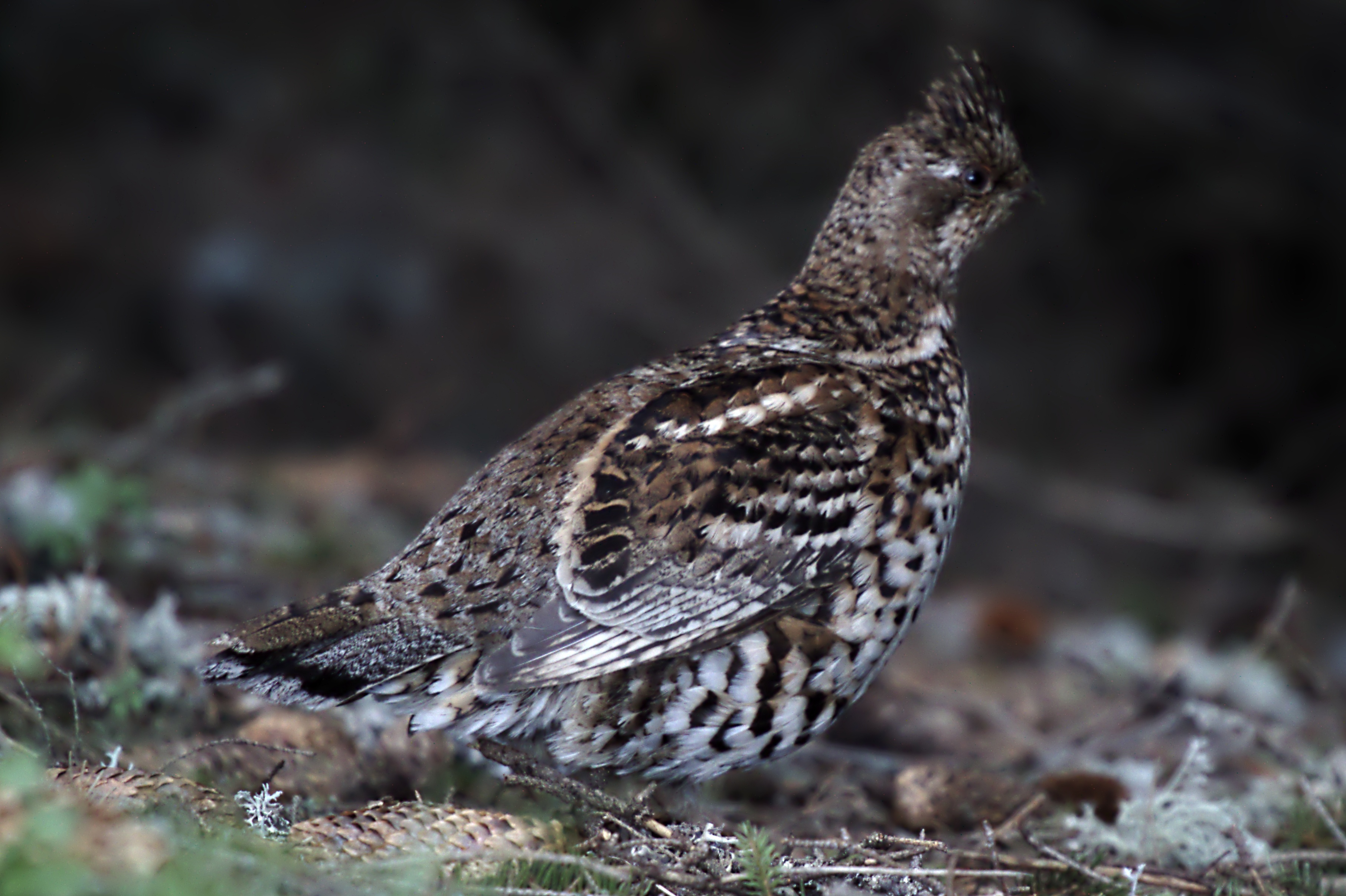
El grévol común es bastante común en el parque

El parque nacional de Synevyr consiste en antiguos bosques de montaña de hayas (Fagus sylvatica), abetos blancos (Abies alba) y píceas de Noruega (Picea abies), ríos caudalosos y campos con una gran diversidad de flores. Se han identificado 890 especies de plantas en el Parque Nacional Synevyr, 34 de las cuales son endémicas de los Cárpatos. Veintinueve de estas especies endémicas son generalmente raras, pero comunes aquí. De hecho, dos de ellas se consideran muy raros; a saber, Coeloglossum alpinum y Phyteuma confusum. En términos botánicos, el área alrededor de Synevyr es muy rica. Otras especies interesantes incluyen la orquídea estrecha (Dactylorhiza traunsteineri), la orquídea de madera (Dactylorhiza fuchsii) y el arlequín (Anacamptis morio).
Respecto a la fauna presente en el parque se compone principalmente de especies que son características de la zona boreal. En el Parque Nacional de Synevyr, por ejemplo, se puede encontrar mamíferos como el oso pardo (Ursus arctos), el lobo (Canis lupus), el jabalí (Sus scrofa), el lince euroasiático (Lynx lynx), la nutria (Lutra lutra), la marta (Martes martes), tejón (Meles meles) y ciervo (Cervus elaphus) y aves como el urogallo (Tetrastes bonasia), el pito negro (Dryocopus martius), el zorzal común (Turdus torquatus) y el zorzal real (Turdus pilaris). El urogallo (Tetrao urogallus) es raro y todavía se puede encontrar en las zonas más remotas. El parque nacional de Synevyr también proporciona un hábitat para las salamandras rojas (Salamandra salamandra) y los ríos caudalosos albergan truchas marrones (Salmo trutta fario) y tímalos (Thymallus thymallus).

## Lago Synevyr

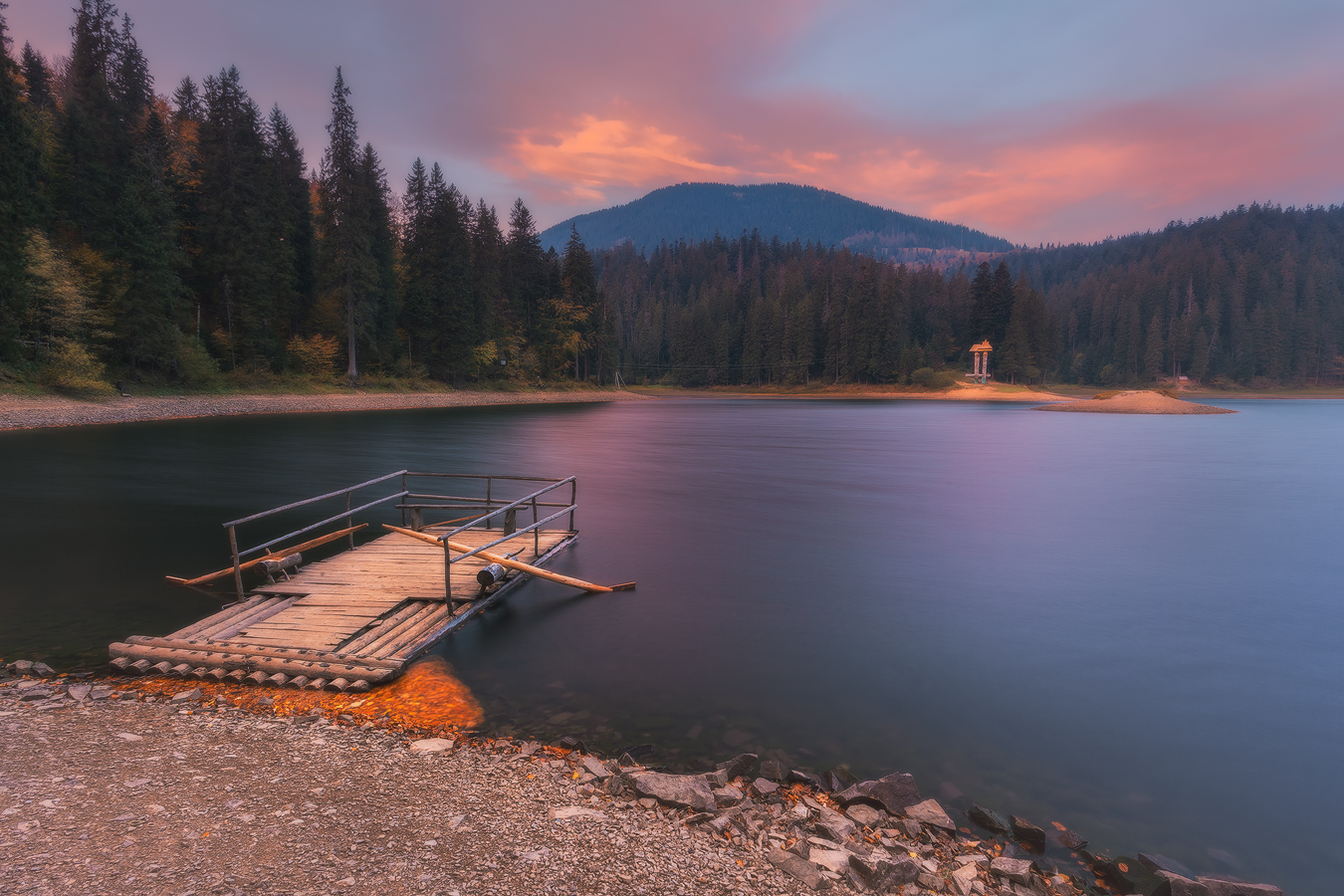
El lago Synevyr

El lago Synevyr es, con 4 a 5 hectáreas, el lago más grande del Óblast de Zakarpatia. Se encuentra a una altitud de 989 m y tiene una profundidad máxima de 22 m. Es un lago posglacial y se formó poco después de la última edad de hielo. Debido a su belleza, es un destino popular para los turistas nacionales. El agua es de un azul claro y está rodeada por bosques de pinos y abetos de 140-160 años, mezclados con hayas, fresnos de montaña (Sorbus aucuparia) y arces sicómoros (Acer pseudoplatanus). El lago también se llama la «Perla de los Cárpatos» y es considerado una de las «Siete maravillas naturales de Ucrania» en 2007.

## Clima
La temperatura media en julio es de 13 °C, que es el mes más caluroso del año. El mes más frío es enero y la temperatura media es de -10 °C. Hay una precipitación media anual de entre 950 y 1050 mm. El lago Synevyr tiene una temperatura del agua constante y está a 11 °C durante todo el año. El período libre de heladas en un año es de 110 a 130 días.

## Leyendas

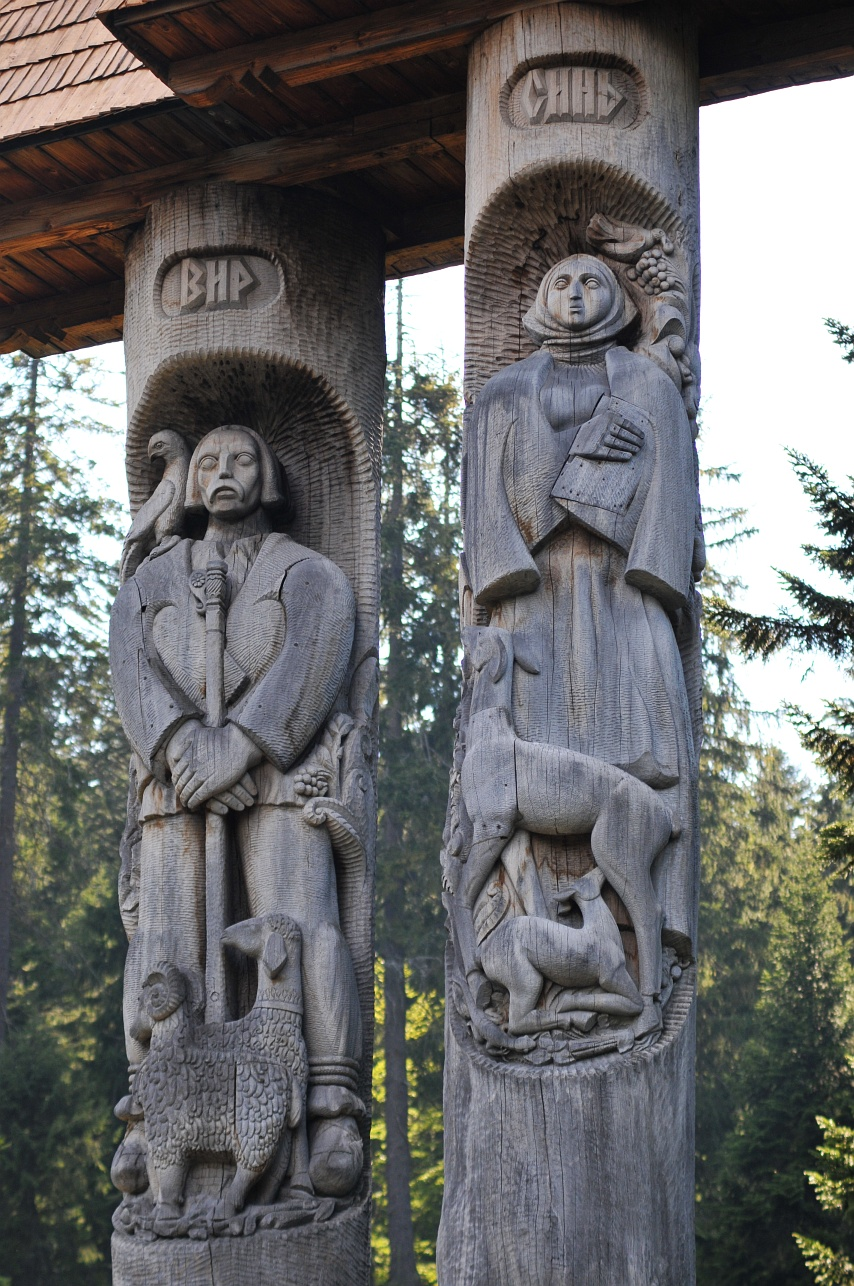
Escultura en madera de Syn y Vyr

Existe la leyenda de que el lago Synevyr se llenó con las lágrimas de Syn, la hija de un conde. Su amante, un pastor ordinario llamado Vyr, fue enterrado bajo una roca después de que el conde ordenara a sus súbditos que lo mataran. Para defender la reputación de la familia. Syn tomó la mano de Vyr después de que la roca cayera sobre él y la leyenda dice que la roca todavía se eleva sobre el agua en medio del lago. Debido a los nombres de los amantes, el lago se llama Synevyr.